# Maider Unda
Maider Unda Gonzales de Audicana (ur. 2 lipca 1977 w Vitorii) – hiszpańska zapaśniczka startująca w stylu wolnym. Brązowa medalistka igrzysk olimpijskich w Londynie w kategorii 72 kg.
Trzecia na mistrzostwach świata (2009) i mistrzostw Europy (dwukrotnie, w 2010 i w 2012). Trzecia na igrzyskach śródziemnomorskich w 2001. Mistrzyni śródziemnomorska w 2015 roku.
Podczas Igrzysk Olimpijskich w Pekinie zajęła 5. miejsce, przegrywając pojedynek o brązowy medal z Polką Agnieszką Wieszczek. Na igrzyskach olimpijskich w Londynie zdobyła brązowy medal w kategorii do 72 kg.
- Turniej w Pekinie 2008

Wygrała z Oksaną Waszczuk z Ukrainy, a w ćwierćfinale przegrała z Bułgarką Stanką Złatewą. W repesażach pokonała Kanadyjkę Ohenewe Akuffo i przegrała z Agnieszką Wieszczek.
- Turniej w Londynie 2012

Wygrała z Wasilisą Marzaluk z Białorusi, Kolumbijką Aną Betancour i Oczirbatyn Burmaą z Mongolii, a w półfinale przegrała z Bułgarką Stanką Złatewą.